# Organisation pour la cause des femmes
L'Organisation pour la cause des femmes, aussi connu sous son acronyme alémanique OFRA (Organisation für die Sache der Frau) est un des principaux mouvements suisses de la troisième vague féministe. Il a été fondé à Zurich le 13 mars 1977 à l’initiative de femmes des Organisations progressistes suisses.
Marquée à gauche, l'Organisation pour la cause des femmes est néanmoins indépendante des partis et utilise les structures politiques et juridiques existantes pour faire avancer son combat.  Elle s'est dissoute en 1997.

## Thématiques
L’Organisation pour la cause des femmes est à l’origine de l’initiative sur l’assurance-maternité. Lancée en 1978, largement refusée par le peuple et les cantons en 1984, elle constitue une première étape vers l’adoption d’une assurance-maternité au niveau fédéral en 2004.
À la suite de l’acceptation par le peuple suisse le 14 juin 1981 du principe de l’égalité des droits entre les hommes et les femmes, l’Organisation pour la cause des femmes s’unit avec une quinzaine d’organisations féministes pour faire avancer la concrétisation de l’égalité des droits, en particulier dans le domaine des salaires et de la formation professionnelle.  
L'Organisation pour la cause des femmes a mené campagne pour le droit à l’avortement et contre les projets visant à le réduire et s’est aussi engagée pour une plus grande sévérité pénale en matière de viol.
L'Organisation pour la cause des femmes a soutenu les Centres femmes, structures autonomes actives dans le domaine social et culturel.
À différentes reprises, l'Organisation pour la cause des femmes attaque l’armée suisse devant les tribunaux pour sexisme,, elle proteste aussi contre le projet d'intégration des femmes à la défense générale.
Au début des années 1990, l’Organisation pour la cause des femmes s’associe au combat pour la parité homme-femme en politique. Une initiative demandant la parité au Conseil national à l’horizon 2000 est lancée. La récolte de signatures échoue mais l’idée fait son chemin sous la forme de listes séparées de femmes à différentes élections.

## Personnalités
La Bâloise Anita Fetz et la Bernoise Barbara Gurtner, membres de l’Organisation pour la cause des femmes, ont siégé au Conseil national durant les années 1980.